# Filipijnse verkiezingen 2022
De Filipijnse verkiezingen van 2022 vonden plaats op 9 mei 2022. Er werden op deze dag in de Filipijnen zowel op landelijk als op lokaal niveau verkiezingen gehouden.  Landelijk werd gestemd voor de nieuwe president en vicepresident, alle afgevaardigden van het Huis van Afgevaardigden en de helft van de senatoren in de Senaat. Op lokaal niveau werden verkiezingen gehouden voor de functies van gouverneurs, vicegouverneurs en provinciebestuur op provinciaal niveau, en voor burgemeesters, viceburgemeesters en stadsbesturen of gemeenteraden op stedelijk en gemeentelijk niveau.  In totaal konden de 67.442.616 geregistreerde stemgerechtigde Filipino's kiezen uit tienduizenden kandidaten voor 18.180 beschikbare posities. Verantwoordelijk voor de uitvoering van de verkiezingen was het onafhankelijke kiesorgaan COMELEC onder leiding van commissaris Saidamen Balt Pangarungan.

## Nationale verkiezingen

### Presidentsverkiezingen
Bij deze verkiezingen werd gekozen wie de opvolger wordt van president Rodrigo Duterte. In de Filipijnse Grondwet uit 1987 is bepaald dat de president niet herkozen kan worden na zijn termijn van zes jaar. Duterte wilde daarop in eerste instantie deelnemen aan de vicepresidentsverkiezingen. Duterte meldde zich uiteindelijk echter aan voor de verkiezingen voor een zetel in de Senaat van de Filipijnen. In december 2021, kort nadat zijn voorkeurskandidaat voor het presidentschap Bong Go zich terugtrok, besloot hij zich echter toch niet verkiesbaar te stellen en trok hij zich terug. Uit de lijst van kandidaten die zich aangemeld hadden voor deze presidentsverkiezingen werden tien kandidaten geselecteerd die volgens de geldende voorwaarden geschikt bevonden werden door COMELEC om mee te doen.
Uit peilingen in de maanden voorafgaande aan de verkiezingen was af te leiden dat de strijd om de presidentsverkiezingen vooral zou gaan tussen Ferdinand Marcos jr., de zoon van voormalig president Ferdinand Marcos, Imelda Marcos en zittend vicepresident Leni Robredo. Bij de laatste peiling half april van Pulse Asia bleek uit een steekproef dat 56% van de ondervraagde mensen een voorkeur had voor Marcos tegen 24% voor Robredo.
Het tellen van de stemmen door het Filipijns Congres resulteerde in de volgende uitslag:
| Kandidaten presidentsverkiezingen 2022 | Kandidaten presidentsverkiezingen 2022 | Kandidaten presidentsverkiezingen 2022 | Kandidaten presidentsverkiezingen 2022 | Kandidaten presidentsverkiezingen 2022 | Kandidaten presidentsverkiezingen 2022 |
| #                                      | Kandidaat                              | Partij                                 | Partij                                 | Resultaten                             | Resultaten                             |
| #                                      | Kandidaat                              | Partij                                 | Partij                                 | Stemmen                                | %                                      |
| -------------------------------------- | -------------------------------------- | -------------------------------------- | -------------------------------------- | -------------------------------------- | -------------------------------------- |
| 1.                                     | Ferdinand Marcos jr.                   |                                        | Partido Federal ng Pilipinas           | 31.629.783                             | 58,77                                  |
| 2.                                     | Leni Robredo                           |                                        | Onafhankelijk                          | 15.035.773                             | 27,94                                  |
| 3.                                     | Manny Pacquiao                         |                                        | PROMDI                                 | 3.663.113                              | 6,81                                   |
| 4.                                     | Isko Moreno                            |                                        | Aksyon                                 | 1.933.909                              | 3,59                                   |
| 5.                                     | Panfilo Lacson                         |                                        | Onafhankelijk                          | 892.375                                | 1,66                                   |
| 6.                                     | Faisal Mangondato                      |                                        | Katipunan                              | 301.629                                | 0,56                                   |
| 7.                                     | Ernesto Abella                         |                                        | Onafhankelijk                          | 114.627                                | 0,21                                   |
| 8.                                     | Leody de Guzman                        |                                        | Partido Lakas ng Masa                  | 93.027                                 | 0,17                                   |
| 9.                                     | Norberto Gonzales                      |                                        | PDSP                                   | 90.656                                 | 0,17                                   |
| 10.                                    | Jose Montemayor Jr.                    |                                        | DPP                                    | 60.592                                 | 0,11                                   |
| Aantal stemmen                         | Aantal stemmen                         | Aantal stemmen                         | Aantal stemmen                         | 53,815,484                             | 83,00                                  |
| Registreerde stemmers                  | Registreerde stemmers                  | Registreerde stemmers                  | Registreerde stemmers                  | 67,368,508                             | 100,00                                 |

### Vicepresidentsverkiezingen
Bij deze verkiezingen werd gekozen wie de opvolger wordt van vicepresident Leni Robredo. Zelf deed Robredo dit jaar mee aan de presidentverkiezingen. Uit de lijst van kandidaten die zich aangemeld hadden voor deze vicepresidentsverkiezingen werden negen kandidaten geselecteerd die volgens de geldende voorwaarden geschikt bevonden werden door COMELEC om mee te doen. In de peilingen die eind 2021 werden gehouden voorafgaand aan de verkiezingen leidt presidentsdochter Sara Duterte voor senator Vicente Sotto III, met de overige kandidaten op ruime afstand. Bij de laatste peiling half april van Pulse Asia bleek uit een steekproef dat 55% van de ondervraagde mensen een voorkeur had voor Duterte tegen 18% voor Sotto en 16% voor Pangilinan.
De volgende negen kandidaten stonden op 9 mei 2022 op het stemformulier:
| Kandidaten presidentsverkiezingen 2022 | Kandidaten presidentsverkiezingen 2022 | Kandidaten presidentsverkiezingen 2022 | Kandidaten presidentsverkiezingen 2022 | Kandidaten presidentsverkiezingen 2022 | Kandidaten presidentsverkiezingen 2022 |
| #                                      | Kandidaat                              | Partij                                 | Partij                                 | Resultaten                             | Resultaten                             |
| #                                      | Kandidaat                              | Partij                                 | Partij                                 | Stemmen                                | %                                      |
| -------------------------------------- | -------------------------------------- | -------------------------------------- | -------------------------------------- | -------------------------------------- | -------------------------------------- |
| 1.                                     | Sara Duterte                           |                                        | Lakas–CMD                              |                                        |                                        |
| 2.                                     | Francis Pangilinan                     |                                        | Liberal Party                          |                                        |                                        |
| 3.                                     | Vicente Sotto III                      |                                        | Nationalist People's Coalition         |                                        |                                        |
| 4.                                     | Willie Ong                             |                                        | Aksyon Demokratiko                     |                                        |                                        |
| 5.                                     | Lito Atienza                           |                                        | PROMDI                                 |                                        |                                        |
| 6.                                     | Manny SD Lopez                         |                                        | Labor Party Philippines                |                                        |                                        |
| 7.                                     | Walden Bello                           |                                        | Partido Lakas ng Masa                  |                                        |                                        |
| 8.                                     | Carlos Serapio                         |                                        | Katipunan                              |                                        |                                        |
| 9.                                     | Rizalito David                         |                                        | DPP                                    |                                        |                                        |
| Aantal stemmen                         |                                        |                                        |                                        |                                        |                                        |
| Registreerde stemmers                  |                                        |                                        |                                        |                                        |                                        |

### Senaat
Elke drie jaar loopt de termijn van twaalf van de 24 senatoren af. Van de twaalf senatoren, van wie de zesjarige termijn in 2022 eindigde, konden er drie niet herkozen worden omdat ze reeds de maximale twee opeenvolgende termijnen in de Senaat gediend hebben. Dit waren Franklin Drilon, Ralph Recto en Vicente Sotto III. Drilon kondigde aan dat hij uit de politiek zou stappen. Recto deed mee aan de verkiezingen voor afgevaardigde van het zesde kiesdistrict van Batangas en Sotto deed mee aan de vicepresidentsverkiezingen. Drie senatoren van wie hun eerste termijn afliep kozen ervoor om zich niet herkiesbaar te stellen voor een zetel in de Senaat. Panfilo Lacson en Manny Pacquiao deden beiden mee aan de presidentsverkiezingen, terwijl Francis Pangilinan meedeed aan de vicepresidentsverkiezingen als running mate van presidentskandidaat Leni Robredo. Van de overige zes senatoren van wie hun eerste termijn afliep besloot Dick Gordon om zich niet voor een politiek ambt verkiesbaar te stellen. Senatoren Sherwin Gatchalian, Risa Hontiveros, Joel Villanueva, Juan Miguel Zubiri en ook Leila de Lima (vanuit de gevangenis) probeerden allemaal een tweede termijn te winnen.
Op 18 mei werden de twaalf winnaars van een zetel in de Senaat door de kiescommissie officieel vastgesteld. Bijna alle winnaars zijn voormalige of zittend senatoren. Uitzondering zijn de kandidaat met de meeste stemmen, acteur Robin Padilla en de kandidaat op nummer 3, televisiepersoonlijkheid Raffy Tulfo. Ook is opvallend dat de nieuwe Senaat een relatief hoge familieaangelegenheid wordt. Peter Allen Cayetano voegt zich bij zijn zus Pia Cayeteno en Mark Villar bij zijn moeder Cynthia Villa. Verder zijn de halfbroers Joseph Victor Ejercito en Jinggoy Estrada beiden in de Senaat gekozen. Van alle kandidaten is alleen Risa Hontiveros lid van de oppositie. De twaalf winnaars van de Senaatsverkiezingen 2022 zijn:
| Senaatsverkiezingen 2022 | Senaatsverkiezingen 2022 | Senaatsverkiezingen 2022 | Senaatsverkiezingen 2022 | Senaatsverkiezingen 2022 | Senaatsverkiezingen 2022 |
| #                        | Kandidaat                | Partij                   | Partij                   | Resultaten               | Resultaten               |
| #                        | Kandidaat                | Partij                   | Partij                   | Stemmen                  | %                        |
| ------------------------ | ------------------------ | ------------------------ | ------------------------ | ------------------------ | ------------------------ |
| 1.                       | Robin Padilla            |                          | PDP–Laban                |                          |                          |
| 2.                       | Loren Legarda            |                          | NPC                      |                          |                          |
| 3.                       | Raffy Tulfo              |                          | Onafhankelijk            |                          |                          |
| 4.                       | Sherwin Gatchalian       |                          | NPC                      |                          |                          |
| 5.                       | Francis Escudero         |                          | NPC                      |                          |                          |
| 6.                       | Mark Villar              |                          | Nacionalista             |                          |                          |
| 7.                       | Alan Peter Cayetano      |                          | Onafhankelijk            |                          |                          |
| 9.                       | Juan Miguel Zubiri       |                          | Onafhankelijk            |                          |                          |
| 8.                       | Joel Villanueva          |                          | Onafhankelijk            |                          |                          |
| 10.                      | Joseph Victor Ejercito   |                          | NPC                      |                          |                          |
| 11.                      | Risa Hontiveros          |                          | Akbayan                  |                          |                          |
| 12.                      | Jinggoy Estrada          |                          | PMP                      |                          |                          |